# Darko Lukić (teatrolog)
Darko Lukić (Sarajevo, 8. rujna 1962.) je hrvatski teatrolog, dramaturg, dramski pisac i sveučilišni profesor.

## Životopis
Diplomirao je komparativnu književnost i filozofiju na Filozofskom fakultetu u Sarajevu, magistrirao dramaturgiju na Fakultetu dramskih umetnosti u Beogradu, a doktorirao teatrologiju na Filozofskom fakultetu u Zagrebu. Preddoktorski istraživački studij završio je na Tisch School of the Arts New York University kao Fulbrightov stipendist, a diplomirao je i kulturni menadžment na Europskoj akademiji za kulturu i menadžment u Salzburgu, Austrija. Stručno se usavršavao na Institutu za kazališnu antropologiju Sveučilišta u Copenhagenu, Danska, te kao stipendist francuskog Ministarstva kulture u rezidenciji Le Chertreuse u Avignonu i kao stipendist The British Councila u kazalištu Royal Court u Londonu. Diplomirao je e-learning course design na ELA (E- learning akademija) u Zagrebu, a certificirani je trener za nastavnike s diplomom TQ  (Teaching Intelligence  - edukacija za edukatore). 
Od 2018. živi u Njemačkoj i radi na različitim europskim projektima. Ekspert je u multidisciplinarnom ekspertnom timu za gradnju kapaciteta Kulturnih prijestolnica Europe. Kao ekspert za područje razvoja publike radio je u europskom programu ADESTE+ i u gradnji kapaciteta Rijeka, Europska prijestolnica kulture 2020. Do 2018. bio je redoviti profesor u trajnom zvanju na Akademiji dramske umjetnosti Sveučilišta u Zagrebu i predavao na doktorskom studiju književnosti, izvedbenih umjetnosti, filma i kulture na Filozofskom fakultetu u Zagrebu. Predavao je i na Karl-Franzens-Universität Graz, Austria, te gostovao i surađivao na brojnim sveučilištima u inozemstvu (Austrija, Njemačka, Velika Britanija, SAD, Italija, Španjolska, Brazil, Argentina, Bugarska, Rumunjska, Slovačka, Poljska). 
Objavio je teorijske knjige u području teatrologije, kao i brojne znanstvene tekstove, te sudjelovao na mnogim međunarodnim teatrološkim konferencijama i seminarima. Objavljuje i prozu, dramske tekstove, te prevodi s engleskog i španjolskog jezika. U kazalištima radi kao autor dramatizacija i dramaturg, te baletni libretist.

## Knjige

### Teatrologija
- "Uvod u primijenjeno kazalište", Leykam International, Zagreb, 2016.
- “Uvod u antropologiju izvedbe”, Leykam International, Zagreb, 2013.

- „Kazalište u svom okruženju, knjiga 2, kazališna intermedijalnost i interkulturalnost“, Leykam International, Zagreb, 2011.

- „Kazalište, kultura, tranzicija“, Hrvatski centar ITI, Zagreb, 2011.

- „Kazalište u svom okruženju, knjiga 1, kazališni identiteti“, Leykam International, Zagreb, 2010.

- «Produkcija i marketing scenskih umjetnosti» drugo izdanje, Hrvatski centar ITI, Zagreb, 2010.

- „Drama ratne traume“, Meandar, Zagreb, 2009.

- «Produkcija i marketing scenskih umjetnosti», prvo izdanje, Hrvatski centar ITI UNESCO, Zagreb, 2006.

### Proza
- „Bijeg od budućnosti“, roman, Profil, Zagreb, 2008.

- «Uzaludnosti», roman, HIT, Znanje, Zagreb, 1996. – finalist nagrade „10 godina“ Časopisa Op.a za najčitanije naslove u zadnjih 10 godina u Hrvatskoj

- «Noći punog mjeseca», roman, Svjetlost, Sarajevo, 1990.

- «Gonetanje zrcala», kratke priče, Svjetlost, Sarajevo, 1987.

### Dramski tekstovi
- «Važno je biti pozitivan», Biblioteka ITD, SC, Zagreb, 2004.

- «Medeja», na talijanskom jeziku, u zborniku «Medea Contemporanea», prir. Margherita Rubino i Chiara Degregori, Genova, 2000.

- «The Importance of Being Postive», na rumunjskom jeziku, u Antologia peselor prezentate», Fundatia Culturala Romana, Bucharest, 1998.

- Priredio i uredio: “Sedam suvremenih hrvatskih drama”, na španjolskom jeziku, Editorial Byblos, Buenos Aires, 2013. Nagrada “Teatro del Mundo 2014.” u Argentini

## Poglavlja u knjigama; časopisi, skripte, zbornici (izbor važnijih tekstova)
- ”Susret kazališta s izvedbenim ‘preprekama’ - kazališno djelovanje i osobe s invaliditetom”, u časopisu “Scena”, Novi Sad, 2014.

- “Antropologija izvedbe - pitanja za 21. stoljeće”, u časopisu “Međučin”, SNP, Novi Sad, 2014.

- “Reforme upravljačkih modela i otpori s kojima su suočene”, u zborniku radova sa stručnog skupa “Menadžment dramskih umetnosti i medija - izazovi 21. veka” FDU, Beograd, 2014.

- “Socialy Formed Performative Identities”, poglavlje u knjizi “Spaces of Identity in the Performing Sphere”, Zagreb, 2011.

- “Medijske tehnologije i kazalište; intermedijalnost i interaktivnost novog kazališta”, poglavlje u knjizi “Digitalno doba; masovni mediji i digitalna kultura”, Zagreb/Zadar, 2011

- Skripte „UVOD U PRODUKCIJU 1“ Kult Film 2003. i „UVOD U PRODUKCIJU 2“,  Kult Film 2004. sveučilišne skripte za studij produkcije, poglavlja o kazališnoj produkciji

- „Putnik kroz vrijeme“ u katalogu 1. Deutsches Staatsballett, Berlin, 2010.

- “Kazalište i gospodarsko okruženje” u časopisu Kazalište, br. 2. Zagreb, 2010.

- “Vrijeme i nevrijeme jednog dramskog izazova” u knjizi “Drama i vrijeme”, Sarajevo 2010

- „Naša prva petoljetka“ u knjizi „HKD Teatar/Međunarodni festival malih scena Rijeka“ Rijeka, 2009.

- „Cijeli svijet su publike“ u časopisu Kazalište 39/40, Zagreb 2009

- “Kazališni producent – organizator umjetnosti ili umjentik organizacije” u časopisu Kazalište 33/34, Zagreb, 2008.

- Predgovor: Koristiti ili trošiti proračunski novac, u knjizi „Organizacijski razvoj i strateško planiranje u kulturi: Grad Zagreb“, Pučko otvoreno učilište Zagreb, 2008.

- “Transmedijski pristup kazalištu” u časopisu Kazalište 35/36, Zagreb, 2008.

- „Osnovni problemi kazališne (post)tranzicije“ Scena, br. 4, Novi Sad, 2008.

## Izvedeni dramski tekstovi
- "Tesla", na francuskom jeziku, UFR d’Etudes Slaves, Pariz, 2015

- “Kraljice”, Teatar 054, Osijek, 2015.

- “Priča s istočne strane”, SARTR Sarajevo-BNP Zenica 2013. (festival FIAT, Podgorica 2013, TKT Fest Tuzla 2014, Festival BiH drame Zenica, 2014)

- “Život je san”, Po Lope de Vegi, dramski tekst za mlade,  Mala Scena, Zagreb, 2012

- “Medeja”,  adaptacija Euripida, HNK Zagreb, Dubrovačke ljetne Igre, Ljubljana festival, 2012, (Festival antičke drame na Cipru 2014)

- „Rat i Mir“, dramatizacija romana L.N. Tolstoja, HNK Zagreb, 2011.

- „Please mind the gap“, Dramski program Hrvatskog radija, 2011. (među najbolje 3 radio drame na Prix Italia 2011)

- „Nesporazum“, BNP Zenica 2011.  (nagrada za najbolji tekst na Festivalu BiH drame 2011.)

- „Elijahova stolica“, Dramatizacija romana Igora Štiksa, Jugoslovensko dramsko pozorište, Beograd, 2010. (Grand Prix BITEF-a 2011, nagrada za najbolju dramaturgiju Međunarodnog festivala malih scena Rijeka 2012) adaptacija za Hrvatski radio 2012.

- „Tvornica ljubavi“ na rumunjskom, Teatar Radu Stanca i Međunarodni festival Sibiu, Rumunjska, 2009.

- „Barok“ na španjolskom, Produkcija Centro Cultural de la Villa, Madrid, 2007.

- «Tesla Electric Company», produkcija: Pandur Theaters, Ljubljana, Slovenija, 2006./ Mittelfest Cividale, Italija, 2006,/ Ulysses Teatar, Hrvatska, 2006. gostovanja: Atelje 212 Beograd, Srbija, 2006., HNK Zagreb, Hrvatska, 2007, Teatro Stabile Sloveno, Trst, Italija, 2007., Budva Grad Teatar, Crna Gora, 2007., Ohridsko ljeto, Makedonija, 2007.

- «Satyricon 2004», Istarsko narodno kazalište Pula i Pula Festival, 2004.

- «Nada iz ormara», Gradsko kazalište Požega 2011., Zvezdara teatar Beograd, 2007, Akademsko pozorište Niš, 2006., HNK Mostar, 2005., EPILOG Teatar Zagreb, 2004., Dramski program Hrvatskog radija, 2004., Nagrada «Marin Držić» 2004., objavljeno u časopisu «Kazalište», Zagreb, 2004. i časopisu „Scena“ Novi Sad, 2005.

- «Važno je biti pozitivan», Teatar Cabaret, Tuzla, BiH,  2006, Teatar ITD, Zagreb, 2004., na španjolskom Teatro Vivo, Caracas, Venezuela, 2001., Objavljeno u knjizi Teatar ITD, Bibilioteka &TD-a 2004., na engleskom Međunarodni festival dramskih pisaca New York, SAD, 2000., na rumunjskom Međunarodni kazališni festival Sibiu, Rumunjska, 1999., Dramski program Hrvatskog radija 1998.

- «Vampiri», na španjolskom VII Međunarodni festival Buenos Aires, Argentina, 2009., na talijanskom Mittelfest Cividale, Italija, 2003, Dramski program Hrvatskog radija, Zagreb, 2004., Dramski program radija FTV BiH, Sarajevo, 2008.

## Baletna libreta i filmski scenariji
- “Orašar” verzija libreta i adaptacija, HNK Ivana pl. Zajca, Rijeka, 2013.

- „Simfonija tužnih pjesama“, baletni libreto, Staatsoper Unter den Linden, Berlin, 2010

- „Sto lica samoće“, Scenarij za eksperimentalni film, KULT FILM, Zagreb, 2009.

- „Hiša 22“, Tekstovi u plesnoj predstavi, Plesni teater Igen, Slovenija, praizvedba New York 2007.

- «Tvornica Misli», Scenarij za eksperimentalni film, KULT FILM, Zagreb, 2006.

- «Svi su protiv nas», Scenarij za TV seriju, HRT, dramski program, otkupljeno 2006.

- «Caligula», baletni libreto, Baletna Trupa Croatia, Zagreb, HNK Varaždin,  2006

- «Hamlet», baletni libreto, Baletna Trupa Croatia, Zagreb,2005.

- «Peer Gynt», baletni libreto, HNK Ivana pl. Zajca, Rijeka, 2002.